# アレクサンダル・コツィッチ
アレクサンダル・コツィッチ（セルビア語: Александар Коцић, ラテン文字転写: Aleksandar Kocić、1969年3月18日 - ）は、セルビアの元サッカー選手、サッカー指導者。ポジションはゴールキーパー。

## 経歴
ユーゴスラビア代表として1994年から2001年まで22試合に出場し、1996年5月26日には国立霞ヶ丘競技場陸上競技場で行われたキリンカップサッカー1996・日本代表戦にフル出場した。レッドスター・ベオグラード時代のUEFA EURO 2000では本大会メンバーに選出されたが、大会出発前の最終調整後に風呂場で転倒し右足指を骨折、チームを離脱しミロラド・コラチが追加招集された。